# Telodytes analis
Telodytes analis là một loài ruồi trong họ Tachinidae.